# Unawatuna
Unawatuna är en ort i Sri Lanka.   Den ligger i provinsen Southern Province, i den södra delen av landet, 110 km söder om huvudstaden Colombo. Unawatuna ligger 13 meter över havet och antalet invånare är 2 000.
Terrängen runt Unawatuna är platt. Havet är nära Unawatuna åt sydväst.  Närmaste större samhälle är Galle, 4,1 km väster om Unawatuna. 